# Serra da Raiz
Serra da Raiz é um município brasileiro do estado da Paraíba. Pertence à Região Geográfica Intermediária de João Pessoa e à Região Geográfica Imediata de Guarabira. Está distante 138 quilômetros de João Pessoa, a capital do estado. Sua instalação oficial ocorreu em 21 de janeiro de 1959. Apesar da criação recente, é considerada uma das mais antigas povoações do estado da Paraíba.

## História

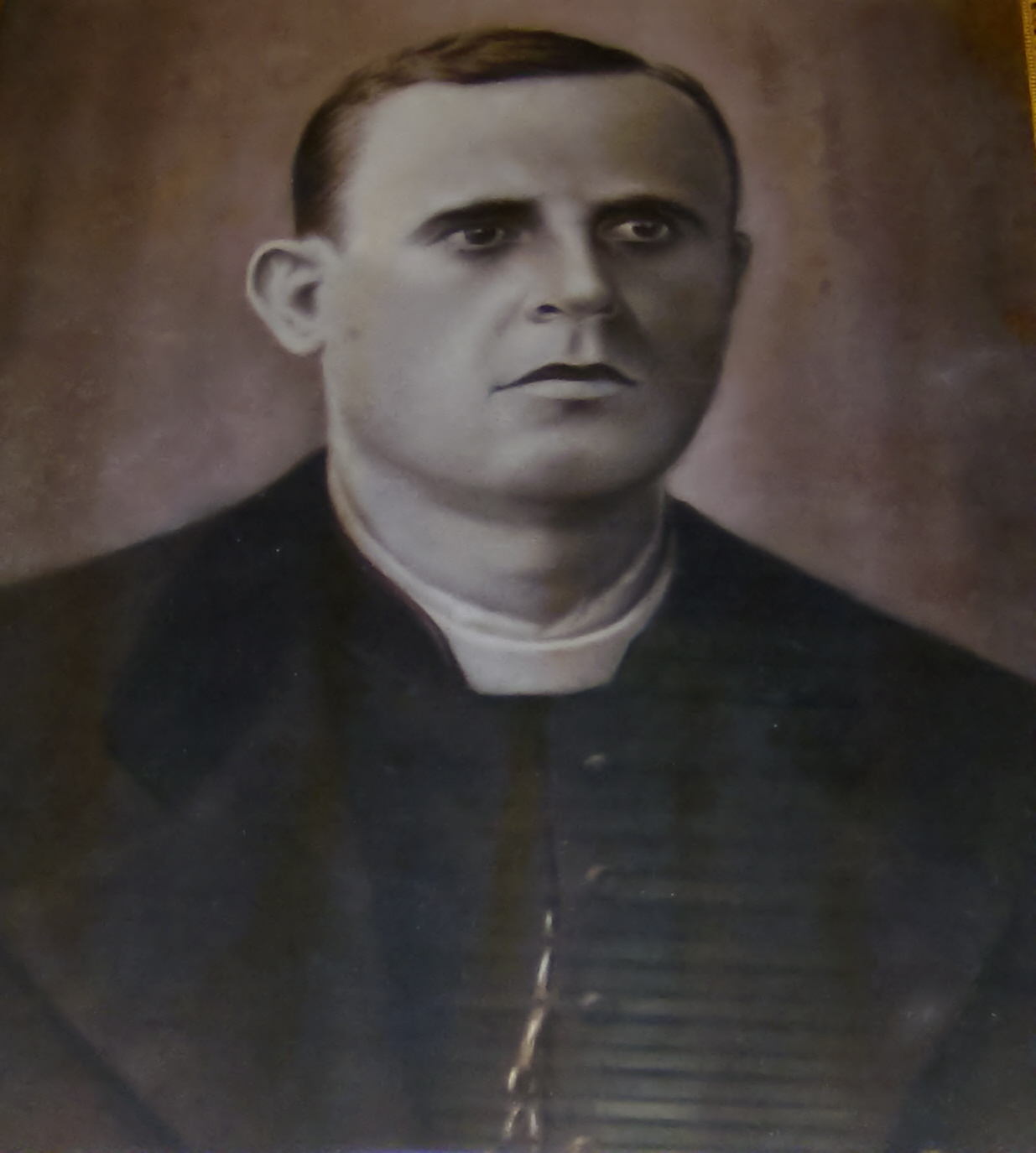
Padre Emídio Fernandes

A localidade de Serra da Raiz teve sua origem datada a partir do século XVIII com a concessão de sesmarias. A partir desse período foi construída uma rústica indústria de beneficiamento e fiação de algodão (bolandeira), pelo senhor Bento José da Costa, um dos primeiros moradores da povoação. Essa construção favoreceu para o desenvolvimento e crescimento do então povoado. Posteriormente foram construídas a Casa Grande, a Senzala, um curral e uma pequena Capela feita de taipa dedicada ao Senhor do Bonfim.
A pequena capela do Senhor do Bonfim foi construída numa parte de terra doada pelos moradores da localidade e elevada a categoria de paróquia no ano de 1870, pelo Padre Emídio Fernandes. Contudo, nos arquivos da Paróquia da Serra da Raiz está registrado como primeiro pároco o padre Sebastião Bastos de Almeida.
A região que compreende o município da Serra da Raiz é vinculada ao histórico episódio ocorrido na época da colonização da Paraíba no ano de 1574 denominado de Tragédia de Tracunhaém. Segundo historiadores, foi nessa região do município da Serra da Raiz que o índio Ininguaçu, teria arregimentado parte de sua tribo em busca de sua filha Iratembé, capturada por um mameluco que transitava na região da Serra da Copaoba. Os índios que eram da nação indígena dos potiguaras foram em direção ao Engenho Tracunhaém do proprietário Diogo Dias, na região que atualmente compreende a cidade pernambucana de Goiana, e lá teria ocorrido um grande massacre contra os moradores que viviam no engenho.

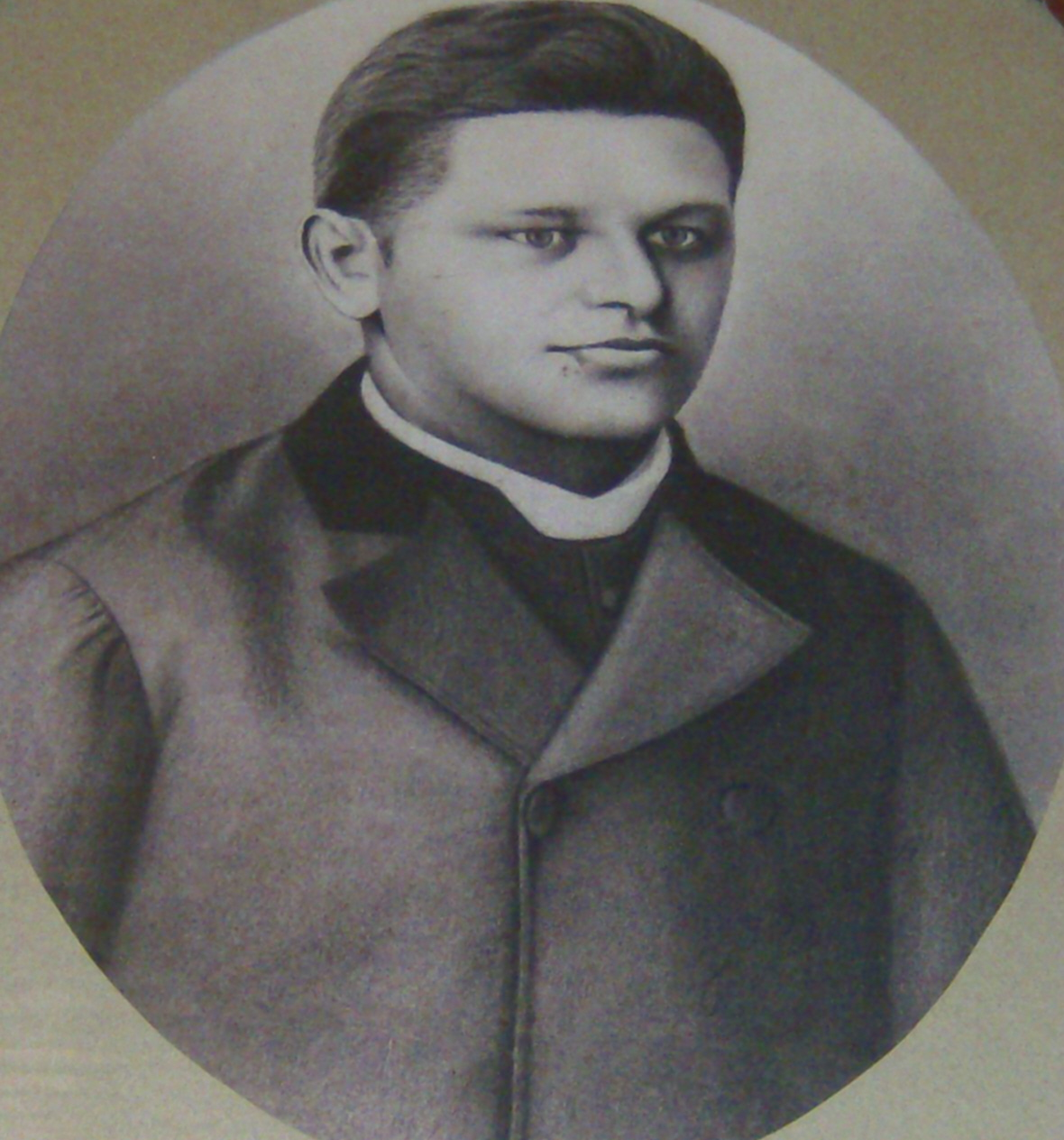
Padre Sebastião Bastos de Almeida. Primeiro pároco da paróquia da Serra da Raiz

Por esses fatos o município de Serra da Raiz é considerado por alguns historiadores como um dos primeiros aldeamentos da então Capitania da Paraíba, pois logo após a tragédia de Tracunhaém os colonizadores portugueses junto com os índios Tabajaras derrotaram a tribo Potiguara do então aldeamento da Copaoba, região que atualmente compreende os municípios de Serra da Raiz, Belém, Caiçara, Duas Estradas e Sertãozinho, e avançaram na colonização da Paraíba.
O nome do município, Serra da Raiz, derivou-se de uma raiz de propriedades medicinais que se encontrava na localidade, a qual foi muito utilizada no passado pelos silvícolas. No entanto, em divisões territoriais datadas de 31 de dezembro de 1936, o distrito passa a se chamar Barra da Raiz. Porém, com o decreto-lei estadual, datado de 15 de novembro de 1938, o topônimo do então distrito de Serra da Raiz foi alterado para Cupaoba, em alusão a primitiva denominação da região, mas anos depois voltou a denominar-se novamente de Serra da Raiz. Segundo a tradição oral um antigo religioso chamado Frei Herculano teria pedido a modificação do nome da vila para Jerusalém, porém o nome não foi mantido.
Antes da emancipação político-administrativa Serra da Raiz disputou acirradamente contra a cidade de Caiçara o domínio geopolítico da região. Esta rivalidade acarretou uma parcial paralisação do progresso dos dois povoados, fazendo com que os territórios da Serra da Raiz e de Caiçara fossem administrados pelo município de Guarabira até o ano de 1908, quando Caiçara foi emancipada e a Serra da Raiz ficou sendo figurada como distrito de Caiçara até o ano de 1959 quando foi definitivamente emancipada pela lei estadual nº 1962, de 21 de janeiro de 1959. Entre 1938 e 1943, ainda distrito de Caiçara, a localidade denominou-se Cupaoba.

## Geografia
De acordo com o IBGE (Instituto Brasileiro de Geografia e Estatística), no ano de 2006 sua população era estimada em 3.239 habitantes. Área territorial de 29 k

## Movimentos sociais
Em 2015, o estudante Júlio César Miguel de Aquino Cabral publicou no Facebook um texto intitulado "Comunicado a todos os filhos de Serra da Raiz". O conteúdo, com características de uma carta aberta à população, mesclava referências à cultura local, elementos geográficos conhecidos pelos moradores e uma crítica política. Embora desprovido de fundamentação teórica e sofisticação linguística — a versão original, inclusive, apresentava erros gramaticais significativos —, o texto se espalhou rapidamente no ambiente digital, alcançando diversos compartilhamentos. Esse fenômeno de disseminação pode ser explicado pelo contexto histórico da época, marcado pelo início da formação dos grupos políticos que competiriam pelo cargo de prefeito de Serra da Raiz e pelas vagas de vereador nas eleições municipais de 2016.
O que começou como uma simples carta à população logo se transformou em um movimento social digital, com a colaboração dos amigos de Júlio, Cleiton da Silva Duarte Lira e João Paulo Ferreira. Entre 2015 e 2019, o movimento passou a ser um canal de expressão para as insatisfações de muitos cidadãos serra-raizenses, que se manifestavam por meio de comentários, compartilhamentos e postagens. Assim, configurou-se, por algum tempo, um espaço de debate político, envolvendo a população de maneira ativa. Esse fenômeno foi significativo, considerando-se que a política local de Serra da Raiz, desde a década de 1990, era caracterizada pela concentração de poder em um único grupo político, com a formação de oposição que, após cada eleição, acabava por se submeter ao poder constituído. 

No entanto, com o tempo, o entusiasmo inicial foi substituído por um esfriamento. Os textos passaram a adotar uma linguagem cada vez mais simbólica, mitológica e, por vezes, apocalíptica, o que resultou em menor engajamento da população. Além disso, a falta de uma vinculação formal com partidos ou espectros políticos específicos levou ao isolamento progressivo do movimento. Em 2019, no segundo semestre, após a publicação de um texto claramente crítico ao grupo político dominante, Júlio denunciou à polícia militar movimentos suspeitos em seu quintal, seguidos de batidas em sua porta durante dois dias consecutivos. Na mesma semana, ele recebeu telefonemas ameaçadores, o que culminou em sua decisão de deixar a cidade em outubro de 2019. Embora tenham surgido especulações sobre a relação dos incidentes com possíveis represálias políticas, não houve confirmação oficial. Com isso, o movimento iniciado em 2015 chegou ao fim.